# Edward Adolphus Seymour, 12. vévoda ze Somersetu
Edward Adolphus Seymour, 12. vévoda ze Somersetu (Edward Adolphus Seymour, 12th Duke of Somerset, 1st Earl of St. Maur, 12th Baron Beauchamp of Hache ) (20. prosince 1804, Londýn, Anglie – 28. listopadu 1885, Stover House, Anglie) byl britský státník ze šlechtického rodu Seymourů. V politice patřil k whigům a řadu let byl poslancem Dolní sněmovny, několikrát byl členem vlády, v letech 1859-1866 byl ministrem námořnictva. Byl rytířem Podvazkového řádu, uplatnil se také jako spisovatel a proslul svým působením v charitě. Jako vévoda ze Somersetu byl od roku 1855 členem Sněmovny lordů.

## Kariéra

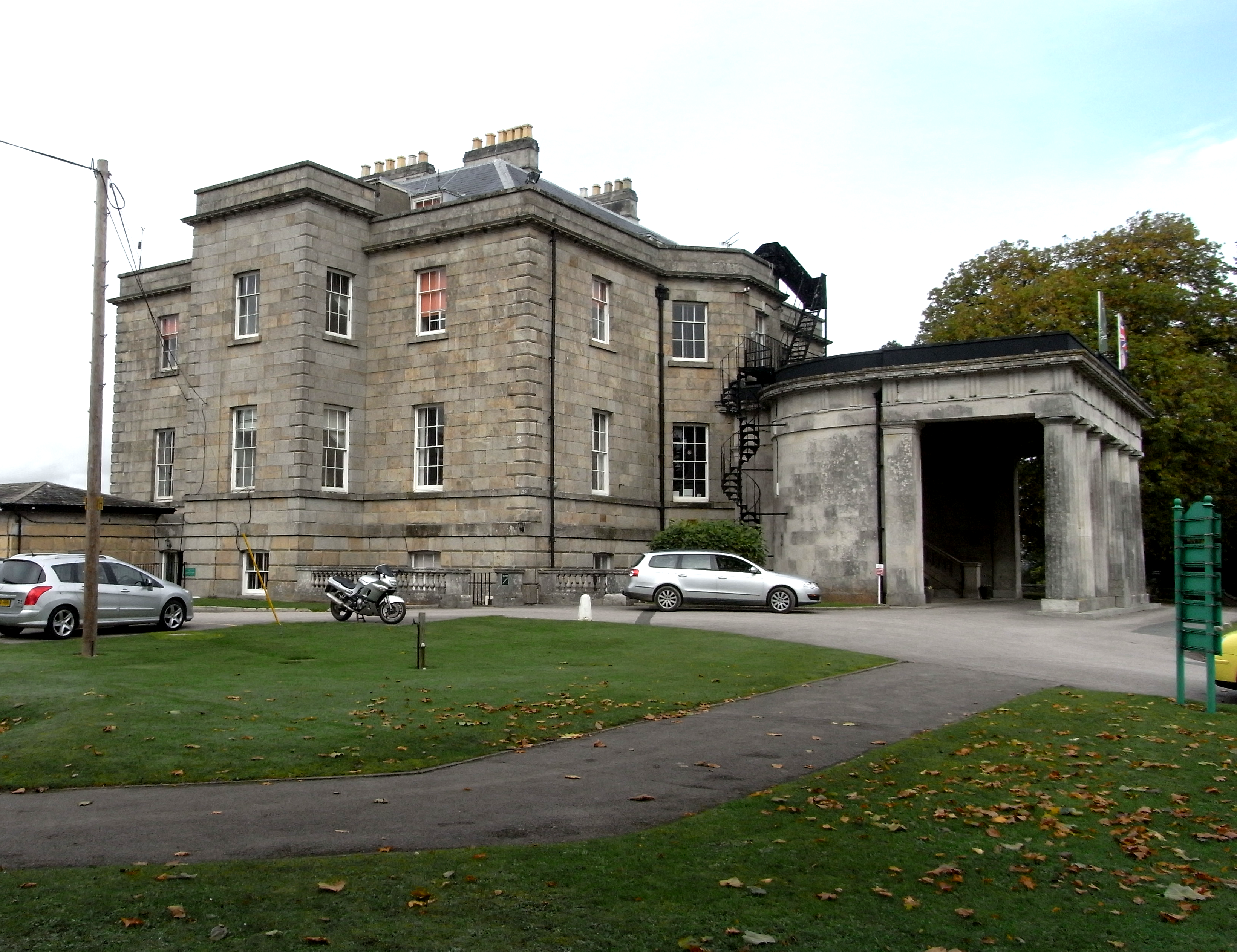
Zámek Stover House (Devon), soukromé sídlo 12. vévody ze Somersetu

Narodil se v Londýně jako nejstarší ze tří synů 11. vévody ze Somersetu, po matce pocházel z rodu vévodů z Hamiltonu. Studoval v Etonu a Oxfordu, poté absolvoval kavalírskou cestu po Evropě. Do parlamentu vstoupil původně za stranu toryů (1830-1831), poté byl v letech 1834-1855 členem Dolní sněmovny za stranu whigů. Již od mládí zastával nižší vládní funkce, byl lordem pokladu (1835-1839), tajemníkem kontrolního úřadu Východoindické společnosti (1839-1841) a státním podsekretářem vnitra (1841). Poté ve 40. letech 19. století převážně cestoval, do vlády se vrátil znovu až v roce 1849 jako prezident úřadu pro zdravotnictví (1849-1852), zároveň byl vrchním komisařem státních lesů (1849-1851) a vrchním komisařem veřejných prací (1851-1852), od roku 1851 byl též členem Tajné rady. V roce 1855 po otci zdědil titul vévody a přešel z Dolní sněmovny do Sněmovny lordů. V Palmerstonově a Russelově vládě byl pak sedm let ministrem námořnictva (1859-1866). Od roku 1861 až do smrti byl též lordem místodržitelem v hrabství Devon a v roce 1862 obdržel Podvazkový řád. Kromě zděděných titulů získal v roce 1863 titul hraběte ze St. Maur (vyšší titul vévody platil pouze v Anglii, tento hraběcí titul byl udělen pro celé Spojené království). Po roce 1866 odmítl další účast ve vládě, ale nadále dlouhodobě podporoval politiku W. Gladstona. Napříč politickými stranami a ve spolupráci s dalšími bohatými aristokraty (např. hrabě ze Shaftesbury) se jako člen různých spolků a komisí věnoval podpoře charity.
Zemřel na svém venkovském sídle Stover Lodge (Devon), které koupil v roce 1829. Jeho manželkou byla od roku 1830 Jane Sheridan (1809-1884), vnučka spisovatele Richarda Sheridana. Měli spolu dva syny, oba ale zemřeli předčasně (Edward Adolphus Seymour, 1835-1869; Edward Percy Seymour, 1841-1865). Peerský titul po smrti 12. vévody převzali postupně dva jeho mladší bratři Archibald (1810-1891) a Algernon (1813-1894).